# Arzacq-Arraziguet
Arzacq-Arraziguet – miejscowość i gmina we Francji, w regionie Nowa Akwitania, w departamencie Pireneje Atlantyckie.
Według danych na rok 2015 gminę zamieszkiwały 1 093 osoby, a gęstość zaludnienia wynosiła 70,9 osób/km².